# Machaerota moluccana
Machaerota moluccana is een halfvleugelig insect uit de familie Machaerotidae. De wetenschappelijke naam van deze soort is voor het eerst geldig gepubliceerd in 1913 door Kirkaldy.